# 曲式学
曲式学（英語：theory of musical form）是研究曲式结构的学科，也是音乐分析学下属的一门学科。这门学科的主要内容是对音乐的结构种类进行分类、对每一种曲式进行研究、对已有音乐进行结构上的分析，并同时研究和声配制、配器编制、对位织体等音乐元素在乐曲中的使用位置。曲式學為音樂作品提供了普遍可解的觀點，俾使談論者、創作者在構思時有所依憑。值得注意的是，20世紀以來的音樂寫作手法和思維多有顛覆，甚至傳統被視為核心要素的調性、和聲理論都已不復重要，由此，曲式理論也受到莫大的挑戰。
在中國，曲式學是所謂作曲「四大件」（和声学、配器法、曲式学、对位法）下属的一门学科。

## 概說
曲式学主要研究的领域包括⑴音乐的基本表现要素、⑵主题材料发展手法、⑶曲式分析基本概念、⑷音乐陈述的基础结构、⑸音乐陈述的衍生结构、⑹曲式种类和乐曲的段落种类⋯⋯等。
音乐的基本表现要素的研究内容主要包括旋律、节奏、节拍、调式、调性、和声、速度、力度、音区、音色、织体等。
主题材料发展手法的研究内容主要包括原始陈述、重复、再现、迭奏、变奏、模进、裁截、对比等。
曲式分析基本概念的研究内容主要包括乐思、主题、动机、扩充、补充、叠入、高潮、终止式等。
音乐陈述的基础结构的研究内容主要包括半乐汇、乐汇、乐节、乐句、乐段、复乐段、乐章、乐曲等。
音乐陈述的衍生结构的研究内容主要包括连句结构、模进结构、自由结构等。
曲式种类的研究内容主要包括一部曲式、再现单二部曲式、并列单二部曲式、再现单三部曲式、并列单三部曲式、复三部曲式、五部三部曲式、回旋曲式、变奏曲式、奏鸣曲式、回旋奏鸣曲式、套曲曲式等。
乐曲的段落种类的研究内容主要包括引子、尾声、呈示部、展开部、再现部、三声中部、主部、副部、连接部、结束部、对比部、插部等。